# Área (unidad de superficie)
Un área o decámetro cuadrado es una unidad de superficie que equivale a 100 metros cuadrados. Fue la unidad de superficie implantada por el sistema métrico decimal originario. Se sigue empleando con frecuencia su múltiplo: la hectárea; y a veces su submúltiplo: la centiárea, que equivale a un metro cuadrado.
El Sistema Internacional de Unidades no incluye ya esta unidad, pues toma a la hectárea como base para las superficies agrarias. El Sistema Internacional de Unidades la recoge, pero únicamente como nota.
El área es la superficie de un cuadrado de 10 metros de lado. Si un área se divide en 100 partes iguales; cada una de ellas es una centiárea, o metro cuadrado.